# 銅安厝
銅安厝，是臺灣臺中市大甲區的一個傳統地域名稱，位於該區北部。相較於今日行政區，其範圍大致包括銅安里不含西北及東北兩側邊界地帶、西歧里靠近虎尾寮地區。

## 歷史
台灣清治末期，銅安厝地區為一街庄，稱為「銅安厝庄」，隸屬於苗栗三堡。該庄東北及東與山柑庄為鄰，東南與日南庄、五里牌庄為鄰，南邊及西南邊為頂後厝仔庄，西北邊為船頭埔庄。
1901年（日明治三十四年）11月，全台廢縣廳改設二十廳，該庄隸屬於苗栗廳。1903年（明治三十六年）6月，該庄編入「五里牌區」，仍隸屬於苗栗廳。1909年（明治四十二年）10月，全台二十廳合併為十二廳，苗栗廳廢止，五里牌區改隸屬於臺中廳。1920年（大正九年），全台地方制度大改正，該庄改制為「銅安厝」大字，隸屬於臺中州大甲郡大甲庄。1933年，大甲庄升格為大甲街。
戰後大甲街改制為大甲鎮，隸屬於臺中縣，大字亦改制為里。1950年10月，中、彰、投分治，大甲鎮隸屬不變。2010年12月，隨著臺中縣、市合併為直轄臺中市，大甲鎮改制為大甲區。

## 聚落
本地區發展較早的聚落為銅安厝，在日治期初期的官方地圖上已有記載。此外，本地區尚有虎尾寮聚落。

## 交通
省道台1線（中山路二段）又稱「縱貫公路」，是台北至屏東楓港的台灣西部傳統平面幹道，大致以縱向轉北北東－南南西走向經過銅安厝地區東部邊界。由該道路向北可前往苑裡、通霄、後龍、頭份、新竹等地，向南可前往大甲市區、清水、沙鹿、彰化等地。
區道中125線（長壽路）舊稱中苗41線，是銅安厝至西勢的道路，其北側端點位於本地區北部邊界外不遠處的台中市、苗栗縣邊界處。由此向西南蜿蜒而行，出境後可前往頂後厝仔、西勢並止於區道中3線路口。
區道中2線是海邊至銅安厝的道路，其東側端點位於本地區中部偏西北銅安厝聚落南側區道125線路口。由此向西北蜿蜒而行，出境後可前往船頭埔並止於船頭埔二號海堤。本道路在船頭埔與省道台61線相交，但被其中央安全島分隔成兩段而無法相通。
區道中2-1線是船頭埔至銅安厝的道路，大致以西偏北－東偏南走向經過本地區最北端界點。由該道路向西偏北可前往船頭埔並止於省道台61線路口，向東偏南可前往山柑西北部並止於今台中市、苗栗縣邊界。續行可接苗栗縣鄉道苗41-1線以前往山柑尾並止於省道台1線路口。
區道中1線是船頭埔至五里牌的道路，大致以北北西－南南東走向經過本地區最西端界點。由該道路向北北西可前往船頭埔聚落東南側並止於區道中2線路口，向南南東可前往頂後厝子、五里牌東部並止於省道台1線路口。